# Mubende
Mubende  este un oraș  în  Uganda. Este reședinta  districtului Mubende.